# Gerald Hiken
Gerald Hiken (* 23. Mai 1927 in Milwaukee, Wisconsin; † 6. Januar 2021) war ein US-amerikanischer Schauspieler.

## Leben
Hiken begann seine Schauspielkarriere 1947 am Linden Circle Theatre in  Milwaukee. 1955 spielte er erstmals Off-Broadway, sein Broadwaydebüt feierte er im darauf folgenden Jahr in der Originalproduktion von The Lovers von Leslie Stevens. Für seine Darstellung in der Produktion Uncle Vanya wurde Hiken 1956 mit dem Clarence Derwent Award als erfolgversprechendster Schauspieler ausgezeichnet, zudem erhielt er bei der in diesem Jahre erstmals stattfindenden Obie-Award-Preisverleihung die Auszeichnung als bester Nebendarsteller. Bis Ende der 1980er Jahre war er in zahlreichen On- und Off-Broadway-Produktionen zu sehen, zudem trat er auch am Londoner West End auf. Sein Debüt dort hatte er 1965 als Andrej in Anton Tschechows Drama The Three Sisters am Aldwych Theatre.
Hiken spielte relativ selten in Spielfilmen; seine Rollen waren zudem meist kleinere Nebenrollen. Unter anderem war er 1958 an der Seite von Lloyd Bridges in  John Cromwells Oscar-nominiertem Filmdrama Die Göttin zu sehen. 1964 wirkte er neben Yul Brynner und George Segal im Western Treffpunkt für zwei Pistolen mit. Zu seinen weiteren Filmen zählen Auf leisen Sohlen kommt der Tod, Bill McKay – Der Kandidat und Reds. Drei Jahrzehnte lang war Hiken Gaststar in zahlreichen US-amerikanischen Fernsehserien, von Bonanza über Simon & Simon bis Cheers. 1989 zog er sich aus dem Schauspielgeschäft zurück, seine letzte Filmrolle spielte er neben Paul Newman in Die Schattenmacher.
Hiken war seit 1961 verheiratet, aus der Ehe ging eine Tochter hervor.

## Filmografie (Auswahl)

### Film
- 1958: Die Göttin (The Goddess)
- 1964: Treffpunkt für zwei Pistolen (Invitation to a Gunfighter)
- 1972: Auf leisen Sohlen kommt der Tod (Fuzz)
- 1972: Bill McKay – Der Kandidat (The Candidate)
- 1981: Reds
- 1989: Die Schattenmacher (Fat Man and Little Boy)

### Fernsehen
- 1961: Gnadenlose Stadt (Naked City)
- 1961–1963: Preston & Preston (The Defenders)
- 1971: Ein Sheriff in New York (McCloud)
- 1972: Bonanza
- 1975: Die knallharten Fünf (S.W.A.T.)
- 1975: Die Straßen von San Francisco (The Streets of San Francisco)
- 1978: Starsky und Hutch
- 1983: Die Himmelhunde von Boragora (Tales of the Gold Monkey)
- 1983: Hart aber herzlich (Hart to Hart, Folge „Ins Herz getroffen“)
- 1983: Herzbube mit zwei Damen (Three’s Company)
- 1983: Simon & Simon
- 1984: Remington Steele
- 1985: Twilight Zone
- 1987: Wer ist hier der Boss? (Who’s the Boss?)
- 1988: Matlock
- 1988: Cheers

## Broadway
- 1956: The Lovers
- 1956–1957: The Good Woman of Setzuan
- 1957–1958: The Cave Dwellers
- 1959: The Nervous Set
- 1959–1960: The Fighting Cock
- 1960–1961: The 49th Cousin
- 1962: Gideon
- 1964: Foxy
- 1964: The Three Sisters
- 1977–1978: Golda
- 1979–1980: Strider
- 1981: Fools

## Auszeichnungen
- 1956: Clarence Derwent Award für Uncle Vanya
- 1956: Obie Award in der Kategorie Bester Nebendarsteller für The Cherry Orchard und Uncle Vanya
- 1980: Tony-Award-Nominierung in der Kategorie Bester Hauptdarsteller für Strider
- 1980: Drama-Desk-Award-Nominierung in der Kategorie Bester Hauptdarsteller in einem Schauspiel für Strider